# Elena Aub
Elena Aub Barjau (Valencia, 1931-Madrid, 14 de mayo de 2020) fue una escritora y entrevistadora hispanomexicana, hija del escritor Max Aub. Tras la guerra civil española, partió al exilio en América.

## Biografía
Nació en 1931 en Valencia, hija de Max Aub y Perpetua Barjau Martín. Ya terminada la guerra civil en España, terminó llegando a la capital mexicana en septiembre de 1946, con una edad de quince años, en un vuelo desde La Habana. Elena Aub, que trabajó como editora, impulsó la creación de la Fundación Max Aub, que difunde el legado de su padre. Estuvo casada con Federico Álvarez Arregui, también exiliado como ella. Desarrolló para el Instituto Nacional de Antropología e Historia una labor de recopilación de testimonios orales, mediante entrevistas a otros miembros del exilio republicano español en México. Falleció el 14 de mayo de 2020 en Madrid a causa de un ictus.